# جوليان سيمون (أستاذ جامعي)
جوليان سيمون (بالإنجليزية: Julian Simon)‏ هو اقتصادي أمريكي، ولد في 12 فبراير 1932 في نيوآرك في الولايات المتحدة، وتوفي في 8 فبراير 1998 في تشيفي تشايس ‏ في الولايات المتحدة بسبب نوبة قلبية.
كتب سيمون مجموعةً من الكتب والمقالات حول الموضوعات الاقتصادية على وجه الخصوص، واشتهر بعمله في مجال السكان والموارد الطبيعية والهجرة. اعتُبرت أفكار سيمون كورنوكوبيةً في بعض الأحيان لكنه رفض هذا المسمى، إذ لم يركز سيمون على وفرة الطبيعة، بل على الفوائد الاقتصادية المستدامة للنمو السكاني المستمر حتى وإن كانت الموارد المادية محدودةً أو مقيدةً، فاعتقد أن تمكينها عن طريق الإبداع البشري أمر ممكن، كونه قادر على خلق البدائل والاستمرار في التقدم التكنولوجي.
اشتهر سيمون أيضًا بفضل رهان سيمون – إيرلخ، وهو بمثابة مراهنة بين سيمون والعالم البيئي بول آر. إيرلخ. راهن إيرلخ على ارتفاع أسعار خمسة أنواع من المعادن خلال عقد من الزمن، في حين خالفه سيمون رأيه تمامًا. ربح سيمون هذا الرهان، وذلك بعد أن انخفضت أسعار المعادن بصورة كبيرة خلال ذلك العقد.

## نظريته
اعتُبر كتاب سيمون المورد المطلق (1981) بمثابة نقد لما عرف آنذاك بالتصور التقليدي لندرة الموارد، إذ نُشر هذا الكتاب ضمن إطار الخلفية الثقافية للكتاب الأكثر مبيعًا وذو التأثير الكبير القنبلة السكانية (1968) لمؤلفه بول آر. إيرلخ بالإضافة إلى تحليل كتاب حدود النمو (1972). تحدى كتاب المورد المطلق التصور التقليدي للنمو السكاني وندرة المواد الخام واستهلاك الموارد. يعتقد سيمون أننا نغفل عن الانخفاضات طويلة الأمد في أسعار المواد الخام المعدلة بحسب الأجور عند تناولنا لمسألة تزايد ندرة الموارد. يرى سيمون -من منظوره الاقتصادي- أن لزيادة الثروة وتقدم التكنولوجيا دور في توفير المزيد من الموارد، فيمكننا النظر إلى هذه الإمدادات بوصفها غير محدودة من الناحية الاقتصادية حتى وإن كانت محدودةً من الناحية المادية، إذ يُعاد تدوير الموارد القديمة ومن المفترض أن يطور السوق بدائل جديدة. لم يؤمن سيمون باحتمالية وقوع كارثة مالتوسية وشيكة، والتي تعني أن للزيادة السكانية عواقب اقتصادية وخيمة وأن السكان يستنفذون الموارد الطبيعية وأننا نواجه خطرًا متمثلًا بنفاذ الموارد نتيجة الاستهلاك المفرط. يرى سيمون في السكان حلًا لمسألة ندرة الموارد وغيرها من المشاكل البيئية، وذلك لأن الناس والأسواق قادرين على الابتكار. أشاد العديد من الاقتصاديين الحاصلين على جائزة نوبل بأفكار سيمون، مثل فريدريش هايك وميلتون فريدمان، إذ مدح الأخير في أفكاره في مقدمة كتاب المورد المطلق: الجزء الثاني (1998). لم يسلم سيمون من النقاد الذين عارضوا أفكاره، مثل بول آر. إيرلخ وألبرت ألن بارتليت وهيرمان دالي.
درس سيمون المواد الخام المختلفة ولا سيما المعادن وأسعارها في العصور التاريخية، فافترض أن أسعار المواد الخام تبقى في مستويات مماثلة أو تنخفض على المدى الطويل بصرف النظر عن الانخفاضات المؤقتة. لم يكن الألمنيوم مثلًا باهظ الثمن كما كان عليه قبل عام 1886، وكان سعر الفولاذ المستخدم في الدروع خلال العصور الوسطى أغلى بكثير من سعره بالقيمة الحالية للدولار في يومنا هذا. دعم استعراض حديث للتوجهات طويلة الأمد للمؤشرات السلعية آراء سيمون.
يُعتبر كتاب سيمون الأرض المعطاءة (1984) -والذي شارك في تحريره هيرمان كان- بمثابة نقد مشابه للتصور التقليدي للنمو السكاني واستهلاك الموارد، فضلًا عن كونه استجابةً مباشرةً لتقرير غلوبال 2000. توقع هذا الكتاب أنه «لا يوجد أي سبب مقنع للاعتقاد باحتمالية ارتفاع أسعار النفط العالمية في العقود القادمة. في الواقع، قد تنخفض أسعاره إلى ما دون المستويات الحالية». وفي واقع الأمر، اتجهت أسعار النفط نحو الانخفاض على مدى العقدين التاليين تقريبًا، قبل أن ترتفع فوق مستويات عام 1984 في عام 2003 أو 2004. ارتفعت أسعار النفط لاحقًا وانخفضت مجددًا، ثم أخذت بالارتفاع مرةً أخرى. بلغ سعر النفط الخام في عام 2008 ما يقارب 100 دولار للبرميل الواحد، وهو المستوى الذي وصل إليه آخر مرة في ستينيات القرن التاسع عشر (الأسعار المعدلة حسب التضخم). انخفض السعر مرةً أخرى وبصورة كبيرة في وقت لاحق من عام 2008، إذ بلغ سعر البرميل الواحد 40 دولارًا، قبل أن يرتفع مجددًا إلى أعلى مستوياته بما يعادل 125 دولارًا للبرميل. بدأت الأسعار تتجه ببطء نحو الانخفاض بين منتصف عام 2011 ومنتصف عام 2014، ثم انخفضت بشكل كبير بحلول نهاية عام 2015 ليصل سعر البرميل الواحد إلى 30 دولار. بدأت الأسعار بالاستقرار نسبيًا منذ ذلك الحين (أقل من 50 دولار للبرميل).